# Brigitte Sauer
Brigitte Sauer (* 18. September 1948 in Bremen; † 14. Mai 2023) war eine deutsche Politikerin (CDU). Sie war von 1999 bis 2007 Abgeordnete der Bremischen Bürgerschaft.

## Biografie

### Ausbildung und Beruf
Sauer absolvierte von 1963 bis 1966 eine kaufmännische Lehre im Bereich Groß- und Außenhandel. Danach war sie zehn Jahre, mit einer zweijährigen Unterbrechung wegen Kindererziehung, als Transportversicherungskauffrau tätig. Seit 1978 war sie Hausfrau.
Sie war verheiratet und hatte zwei Kinder.

### Politik
Sauer trat 1993 in die CDU ein. Sie war von 1995 bis 1999 Mitglied des Beirats beim Ortsamt Osterholz, wobei sie 1996 bis 1999 Sprecherin des Beirats war. Sie war stellvertretende Vorsitzende des CDU-Stadtbezirks Osterholz.
Bei der Bürgerschaftswahl 1999 wurde sie in die Bremische Bürgerschaft gewählt. Ihr Schwerpunkt lag in der Gesundheits- und Arbeitsmarktpolitik. 2003 wurde sie erneut gewählt und wurde Vorsitzende des Petitionsausschusses der Bremischen Bürgerschaft. 2007 schied sie aus dem Parlament aus.
Im Juli 2008 wählte sie der Beirat Osterholz als Sachkundige Bürgerin in den Ausschuss für Bildung und Kultur. Bei den Wahlen im Mai 2011 wurde sie erneut zum Mitglied des Beirats beim Ortsamt Osterholz gewählt.

### Weitere Mitgliedschaften
Sauer war erste Vorsitzende des Freundeskreises Bremer Kinder in Not e. V.